# 王凯华
王凯华（1994年2月16日—）来自甘肃省宁县平子镇，是一名中国男子田径运动员，主攻竞走项目，曾就读于西安体育学院。王凯华生于农村，童年时由祖父祖母养大，初中时随在城市里打工的父母移居至兰州，在亲人的建议下，他开始练习体育，当初他主攻中长跑，后来他在教练的建议下转攻竞走。2008年，他被选入东莞市体校，接受更专业的训练。2011年，王凯华患上肾结石，他也因此有八个月不能训练，这期间他曾考虑过退役，但他最终选择坚持下来。几年后，他的成绩有所进步，2015年他获得了全国锦标赛冠军；2016年，他成为里约奥运中国竞走队替补选手；里约奥运后，他成为中国竞走队的主力选手。